# Francisco Quintero
Francisco Quintero Nava (8 de marzo de 1923 en Guadalajara, Jalisco - 1979 en Guadalajara, Jalisco) fue un futbolista mexicano que jugaba en la posición de portero. Formó parte de equipos como el Club Deportivo Imperio, Club Deportivo Guadalajara y Club Deportivo Oro.
Formó parte de la Selección Jalisco que ganó el Campeonato Nacional en la ciudad de Tampico, Tamaulipas en el año de 1948.
Representó a México en los Juegos Olímpicos de Londres 1948, siendo portero titular de la justa, teniendo como suplente a Antonio Carbajal. A ésta justa llegó como jugador del Imperio y en 1948 pasa al profesionalismo con el Guiadalajara. Con el Guadalajara sólo disputó un partido y fue contra el Club San Sebastián de León en la temporada 1948-49.
Llega al Oro para la temporada 1953-54, y debuta en un partido contra el Atlante el día 20 de enero de 1954, supliendo al portero peruano Clemente Velázquez que se encontraba lesionado.
Falleció el 15 de enero de 1979 tras sufrir un accidente de trabajo mientras limpiaba unos aparatos de aire acondicionado. Es abuelo del actual portero de los Atlanta Silverbacks, Felipe Quintero.

## Clubes
| Club        | País   | Año         |
| ----------- | ------ | ----------- |
| Imperio     | México | 1947 - 1948 |
| Guadalajara | México | 1948 - 1949 |
| Oro         | México | 1953 - 1954 |